# Денца, Луиджи
Луиджи Денца (итал. Luigi Denza; 23 февраля 1846, Кастелламмаре-ди-Стабия — 26 января 1922, Лондон) — итальянский композитор.
Учился в Неаполитанской консерватории по классу композиции у Паоло Серрао и Саверио Меркаданте. В дальнейшем вёл там же класс вокала. С 1879 г. жил в Лондоне, с 1898 г. и до конца жизни был профессором пения в Королевской академии музыки.
Денца написал оперу «Валленштейн» (1876) по Фридриху Шиллеру и множество инструментальных пьес. Из произведений Денца популярностью пользуются неаполитанские песни («Вернись» и др.). Мелодией песни Денца «Фуникули, Фуникула» («Фуникулёр», 1880, написана в связи с открытием первого подъёмника на гору Везувий), приняв её за народную, воспользовался Рихард Штраус для своей симфонической фантазии «Из Италии». Штраус осознал свою ошибку, когда Денца подал иск в суд против него. Денца выиграл судебный процесс, и Штраус был вынужден осуществлять плату за право пользоваться мелодией песни всякий раз, когда симфония исполнялась в публичных концертах. В 1907 г. песню «Фуникули, Фуникула» оркестровал Н. А. Римский-Корсаков, назвав её «Неаполитанская песня».